# Кондратьєв Валерій Валерійович
Кондратьєв Валерій Валерійович (народився 28 серпня 1970 року, м.Дніпро) - Президент Баскетбольного клубу "Дніпро", віце-президент Федерації баскетболу України з питань клубного баскетболу, президент Федерації баскетболу Дніпропетровської області, заслужений тренер України, заслужений працівник фізичної культури і спорту України, український бізнесмен та меценат.

## Освіта
Закінчив Придніпровську державну академію фізичної культури і спорту у 1991 році, отримав спеціальність тренера-викладача.

## Кар'єра
- З 1994 року працював тренером з фізичної підготовки у Федерації кікбоксингу України.
- У 2001–2003 роках був тренером з фізичної підготовки в Баскетбольному клубі "Київ".
- З 2003 року обіймає посаду президента Баскетбольного клубу "Дніпро".
- З 2015 року є президентом Федерації баскетболу Дніпропетровської області.
- З 2022 року – віце-президент Федерації баскетболу України з питань клубного баскетболу.

Спортивні звання:
- Майстер спорту з баскетболу
- Заслужений тренер України
- Заслужений працівник спорту України

## Діяльність
Активно сприяє розвитку дитячого та юнацького баскетболу у місті Дніпро та Дніпропетровській області. Бере участь в організації спортивних подій та підтримує баскетбольний рух, займається розвитком клубних змагань та турнірів з баскетболу 3х3 в Україні.
Команди БК "Дніпро" успішно виступають у національних та міжнародних змаганнях під егідою ФІБА.
Займається меценатською діяльністю, була проведена реконструкція та ремонт баскетбольних майданчиків і шкільних спортивних залів у Дніпрі.

## Підтримка волонтерської діяльності
З 2014 року підтримує волонтерський рух, допомагає у зведенні спортивних залів та постачанні спортивного обладнання для військових. Організовані тренувальні майданчики, що здобули визнання серед найкращих спортивних споруд.
З початком повномасштабного вторгнення на територію України 01 березня 2022 року вступив до лав Збройних сил України та має звання лейтенанта.

Відзнаки та нагороди:
- Учасник бойових дій

- Медаль «За військову службу Україні» (01 лютого 2023 року)
- Нагрудний знак “Сталевий хрест” (16 листопада 2023 року)
- Нагрудний знак «Слава і честь» (02 грудня 2021 року)
- Почесний нагрудний знак Головнокомандувача Збройних Сил України «За заслуги перед Збройними Силами України» (30 листопада 2020 року)
- Нагрудний знак Командувача об’єднаних сил Збройних Сил України «За службу та звитягу І-го ступеня» (07 жовтня 2021 року)
- Нагрудний знак Збройних Сил України «Відзнака Начальника регіонального управління сил територіальної оборони «Схід» І ступеню» (24 серпня 2023 року)
- Відзнака командувача військ оперативного командування «Схід» (19 липня 2021 року)
- Відзнака «ІІ ступеню», 74 окремий розвідувальний батальйон (23 вересня 2019 року)
- Відзнака «ІІІ ступеню», 74 окремий розвідувальний батальйон (27 липня 2018 року)